# 베니토둥근잎박쥐
베니토둥근잎박쥐(Hipposideros beatus)는 잎코박쥐과에 속하는 박쥐의 일종이다. 카메룬과 중앙아프리카공화국, 콩고, 콩고민주공화국, 코트디부아르, 적도기니, 가봉, 가나, 기니, 라이베리아, 나이지리아, 시에라리온, 남수단, 토고에서 발견된다. 자연 서식지는 아열대 또는 열대 기후 지역의 습윤 저지대 숲이다. 서식지 감소로 위협을 받고 있다.